# خانه‌ای در خیابان ۸۸ شرقی
خانه‌ای در خیابان ۸۸ شرقی (انگلیسی: The House on East 88th Street i) کتابی برای کودکان نوشته برنارد وابر است که اولین‌بار در سال ۱۹۶۲ منتشر شد.
این کتاب اولین کتاب از مجموعه لایل کروکودیل است. داستان دربارهٔ خانواده‌ای به نام پریم‌ها است که به یک خانه‌ی قهوه‌ای قدیمی ویکتوریایی در قسمت بالای شرقی منهتن نقل مکان می‌کنند، اما کروکودیلی به نام لایل را پیدا می‌کنند که در وان حمام زندگی می‌کند. آن‌ها در ابتدا وحشت می‌کنند، اما یادمی‌گیرند که او را دوست داشته باشند و در خانواده خود بپذیرند.
در سال ۱۹۶۵، دنباله‌ای از لایل، لایل، کروکودیل نوشته شد. در سال ۱۹۸۷، خانه‌ای در خیابان ۸۸ شرقی و همچنین دنباله آن لایل، لایل کروکودیل در سال ۱۹۶۵، به یک انیمیشن موزیکال تلویزیونی ویژه برای اچ‌بی‌او، اقتباس شد. این انیمیشن توسط مایکل اسپورن با موسیقی چارلز استروز، با عنوان لایل، لایل، کروکودیل: موزیکال - خانه‌ای در خیابان ۸۸ شرقی ساخته شد. همچنین هر دو کتاب در فیلمنامه‌ی فیلم لایل، لایل، کروکودیل ۲۰۲۲ بودند.